# María Luisa Aguado Martínez
María Luisa Aguado Martínez   (Tetuan, 1952) és una arquitecta espanyola.

## Biografia
Va realitzar els seus estudis a la Pontificia Universidad Católica de Santiago de Xile i un Màster en arquitectura del paisatge a la Universitat Politècnica de Catalunya. Des del 1981 al 2017 treballà a l'Ajuntament de Barcelona on es va jubilar sent la Cap del Departament de Patrimoni Arquitectònic Històric Artístic. Ha participat en diversos projectes europeus sobre patrimoni cultural i ha realitzat diversos projectes urbans, d'edificació i intervenció en el patrimoni. Entre els seus treballs en el camp de l'arquitectura cal esmentar la restauració del Saló de Cent de la Casa de la Ciutat de Barcelona (1996) o l'escola de primària de Santa Maria d'Oló (1999).
Pel que fa a la seva implicació en el món del disseny, ha vingut donada per la necessitat de crear objectes per a les seves obres arquitectòniques. Així un dels seus dissenys més representatius és la balisa Macaya (1989), que va ser guardonada amb el Delta de Plata de l'ADI-FAD el 1990 i que va dissenyar en col·laboració amb Josep Maria Julià o la paperera Sacharoff (1999), fruit de la col·laboració amb Enric Pericas, Carles Casamor i Marta Gabàs.
Les seves obres poden consultar-se en el Museu del Disseny de Barcelona. Així mateix, Maria Luisa Aguado va ser una de les creadores presents a l'exposició Som aquí. Les dones en el disseny 1900-Avui que aquest museu va organitzar l'any 2023.